# レンカ (歌手)
レンカ・クリパック（英語: Lenka Kripac、1978年3月19日 - ）は、オーストラリアのシンガーソングライター。
「The Show」がヒット曲として知られる。それ以前はオーストラリア国内で女優として活動しており、テレビドラマや映画などへ出演している。2007年よりロサンゼルス在住。

## 来歴
チェコスロバキア出身のジャズミュージシャンである父とオーストラリア人である母の間に生まれる。その環境から幼少期にピアノとトランペットを習うが、本人の意思によるものではなかった。ピアスを開ける交換条件として音楽テストの評価Bを取ることを約束し、その約束が果たされると同時に辞めてしまっているほどの音楽嫌いであった。6歳までニューサウスウェールズ州、ベガに住んでおり、以降は家族で州都シドニーへ転居している。

## 経歴

### 演劇
10代からシドニーにある演劇学校に通い、ケイト・ブランシェットの演技指導によりその才能を開花させており、テレビドラマや映画などへの出演を果たしている。

### 音楽

#### デコーダー・リング
女優の道を進んでいたが、歌を伴う人物を演じる機会が訪れた。それを切っ掛けに音楽への興味が再燃し、デビューへ向けたデモテープの製作に取り掛かっている。共同制作者としてデモテープ製作に携わったエレクトロ・ロックバンドである「デコーダー・リング」のドラマーからその才能を認められ、デコーダー・リングのボーカリストとして加入する事となった。デコーダー・リングは2004年の映画「15歳のダイアリー」（原題：サマーソルト）のサウンドトラックを製作。同作品はオーストラリア映画協会賞の作品賞など13部門において受賞、またその他の映画賞を受賞したことによりデコーダー・リングの知名度が一気に上昇した。2006年にはテキサス州オースティンで行われた音楽フェスティバル「サウス・バイ・サウスウェスト」に出場し、その後全米ツアーを行っている。

#### ソロ
レンカはソロデビューを目指し、デコーダー・リングを2007年に脱退。ロサンゼルスへと移り住み、エピック・レコードと契約を交わしている。契約オファーが殺到したが、自身のビジョンへの理解とインディーレーベルのスピリットを感じたからだという。また作詞作曲活動においては「ビョーク」、「バート・バカラック」、「ビートルズ」の影響を受けていると語っている。2008年にファースト・ソロシングルとなる『The Show』をリリース。この曲は「コルビー・キャレイ」のヒット曲「バブリー」を手がけたシンガーソングライターである「ジェイソン・リーヴス」との共同作品となる。

## ディスコグラフィー

### アルバム
- 2008年:Lenka
- 2011年:Two
- 2013年:Shadows

### シングル
- 2008年:The Show
- 2008年:Trouble Is a Friend
- 2008年:Gravity Rides Everything
- 2009年:We Will Not Grow Old
- 2009年:Knock Knock
- 2009年:Don't Let Me Fall
- 2010年:Roll With The Punches
- 2011年:Heart Skips A Beat
- 2011年:Two

### デコーダー・リング
- 2004年:Somersault
- 2005年:Fractions

### タイアップ
- オールド・ネイビー（オーストラリア）[6]
- ビバリーヒルズ高校白書[7]
- グレイズ・アナトミー[7]
- 2004年:サマーソルト[7]
- 2008年:アグリー・ベティ[6]
- 2010年:小悪魔はなぜモテる?!
- 2011年:マネーボール[8]

## カヴァーアーティスト
- ももいろクローバーZ - 2019年5月17日、The Showの日本語詞でカバーした曲を発表[9][10]。